# Leyden
|  | Aquest article tracta sobre un municipi dels EUA. Si cerqueu el municipi holandès, vegeu «Leiden». |

Leyden és una població dels Estats Units a l'estat de Massachusetts. Segons el cens del 2000 tenia 772 habitants.

## Demografia
Segons el cens del 2000, Leyden tenia 772 habitants, 277 habitatges, i 219 famílies. La densitat de població era de 16,6 habitants/km².
Dels 277 habitatges en un 37,5% hi vivien nens de menys de 18 anys, en un 68,2% hi vivien parelles casades, en un 6,1% dones solteres, i en un 20,6% no eren unitats familiars. En el 16,2% dels habitatges hi vivien persones soles el 4,7% de les quals corresponia a persones de 65 anys o més que vivien soles. El nombre mitjà de persones vivint en cada habitatge era de 2,78 i el nombre mitjà de persones que vivien en cada família era de 3,08.
Per edats la població es repartia de la següent manera: un 26,9% tenia menys de 18 anys, un 6,1% entre 18 i 24, un 28,5% entre 25 i 44, un 30,7% de 45 a 60 i un 7,8% 65 anys o més.
L'edat mediana era de 40 anys. Per cada 100 dones de 18 o més anys hi havia 102,2 homes.
La renda mediana per habitatge era de 50.385 $ i la renda mediana per família de 53.750$. Els homes tenien una renda mediana de 40.192 $ mentre que les dones 29.659$. La renda per capita de la població era de 26.076$. Entorn del 3,4% de les famílies i el 4,7% de la població estaven per davall del llindar de pobresa.